# 6986 Asamayama
6986 Asamayama este un asteroid din centura principală de asteroizi.

## Descriere
6986 Asamayama este un asteroid din centura principală de asteroizi. A fost descoperit pe 24 noiembrie 1994 la Oizumi de Takao Kobayashi. El prezintă o orbită caracterizată de o semiaxă mare de 2,93 ua, o excentricitate de 0,06 și o înclinație de 2,3° în raport cu ecliptica.